# Pilörtsfly
Pilörtsfly (Dypterygia scabriuscula) är en fjärilsart som beskrevs av Carl von Linné 1758. Pilörtsfly ingår i släktet Dypterygia och familjen Noctuidae (nattflyn). Arten är reproducerande i Sverige. Inga underarter finns listade i Catalogue of Life.

## Bildgalleri

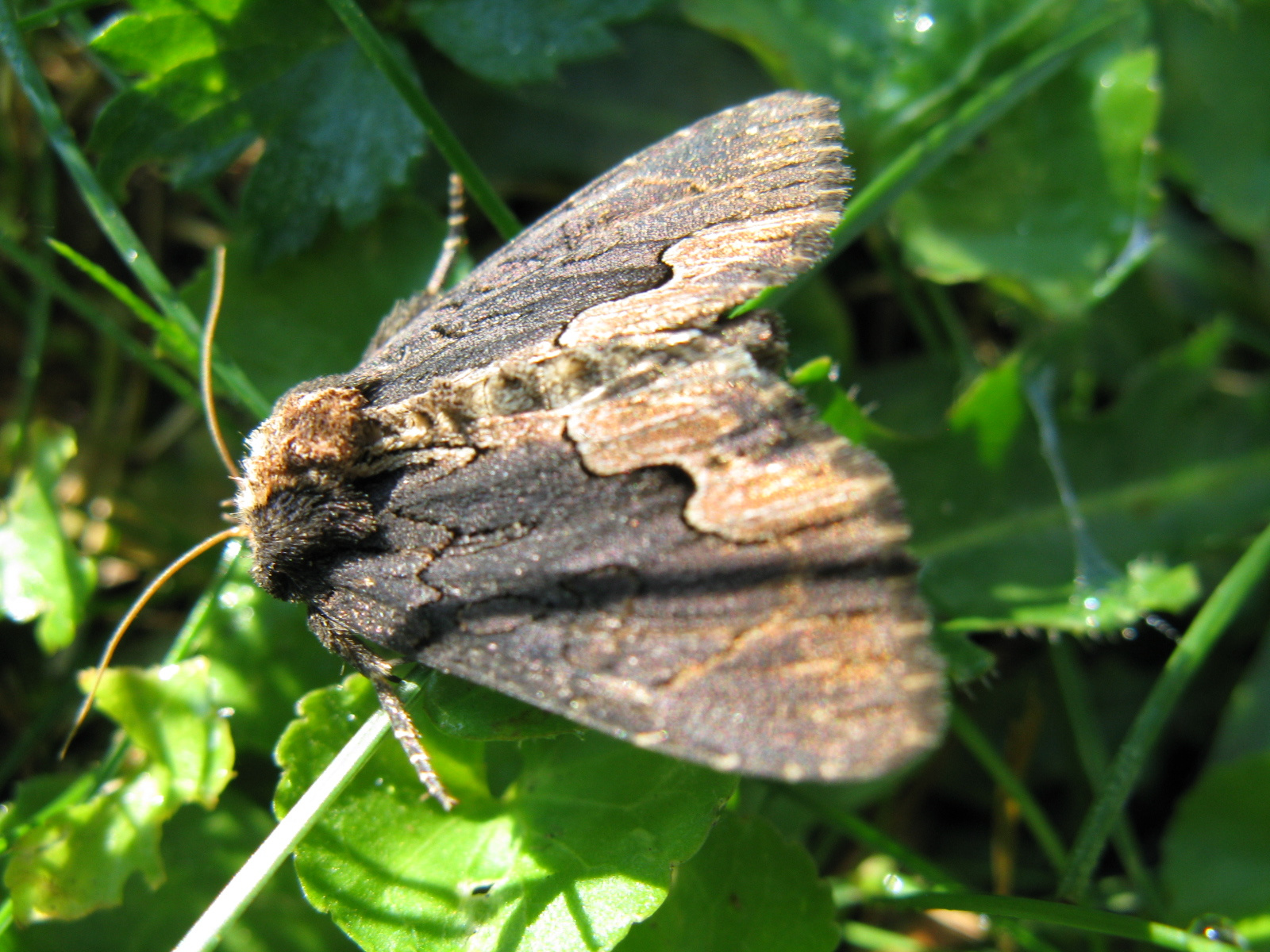
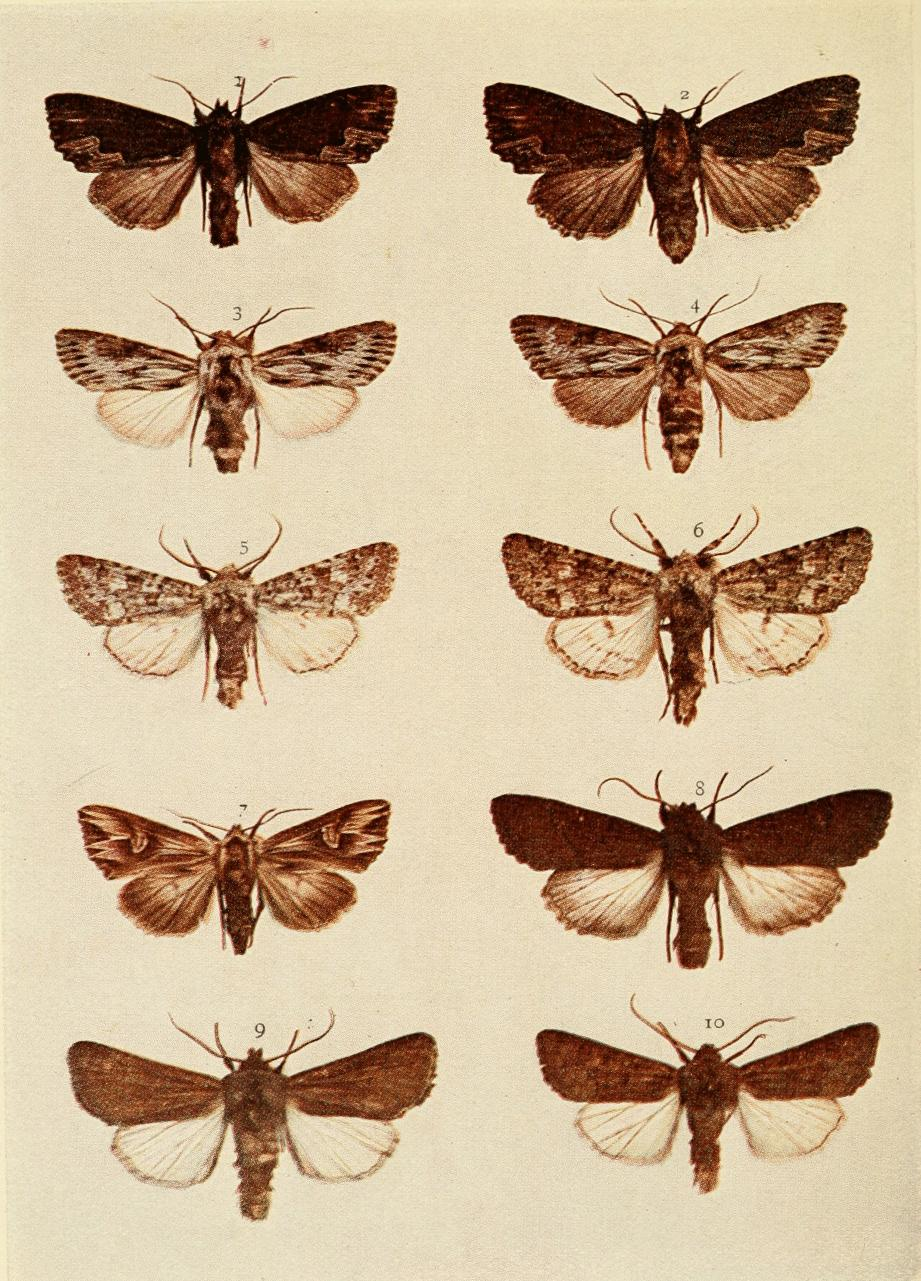